# Keangnam Hanoi Landmark Tower
Keangnam Hanoi Landmark Tower – kompleks, w którym mieści się hotel, centrum handlowe oraz biura. Znajduje się w Hanoi na ulicy Phạm Hùng w dzielnicy Từ Liêm. Zbudowany został przez firmę Keangnam z Korei Południowej. Najwyższa wieża ma 70 pięter. Kompleks składa się z głównej wieży 345 metrów wysokości (70 pięter) oraz dwóch mniejszych mających 47 pięter. Całkowity koszt inwestycji to 1,05 miliardów USD.

## Historia
Budowę rozpoczęto w 2008 i ukończono w 2012 roku. Po ukończeniu budowy był to najwyższy budynek w Wietnamie. W głównej wieży na piętrach 12-46 są biura, na piętrach 48-60 apartamenty z obsługą, a na piętrach 62-70 hotel z pełną obsługą. Najwyższe 72 piętro zawiera obserwatorium z panoramicznym widokiem na Hanoi.
Budowę głównej wieży rozpoczęto od wbicia 980 pali o średnicy do dwóch metrów głęboko pod ziemią. Na fasadzie zamontowano okna z podwójnymi szybami, co daje wysoki poziom efektywności energetycznej. W szczytowym momencie na budowie pracowało 8000 osób.

## Wydarzenia związane z budową
Podczas budowy 21 i 22 lipca 2009 r. miały miejsce dwa wypadki, w których zginęło 4 pracowników.
1 sierpnia 2009 Sąd Rejonowy huyện Từ Liêm zaczął badać wypadki, które miały miejsce na budowie wieżowca w celu sprawdzenia, czy przestrzegano zasad bezpieczeństwa i higieny pracy.